# 旅客営業規則
旅客営業規則（りょかくえいぎょうきそく）は、JRグループ（日本国有鉄道を承継した企業群、国鉄）のうち旅客鉄道会社が旅客との運送契約に適用する条件を定めた運送約款の名称。JR以外の鉄道事業者でも同様の運送約款を定めており、JRと同じ「旅客営業規則」と称している事業者もある。「旅規」（りょき）とも略される。

## 解説
日本における鉄道事業については、鉄道営業法（明治33年法律第65号）および鉄道運輸規程（昭和17年鉄道省令第3号）が定められているが、国鉄ではこれらの法令に基づき「旅客営業規則」および「貨物営業規則」を定めていた。
民営化後のJR旅客鉄道会社も国鉄時代の旅客営業規則の内容をほぼ踏襲し、各社で細かい改訂が重ねられている。日本の私鉄でも旅客営業規則、またはそれと同様の約款を定めている。公営の事業者では条例や規則で定められている。
旅客営業規則は運送契約の内容である約款であり、何らかの形で表示する義務がある。そのため有人駅には旅客営業規則が備え付けられているほか、ウェブサイトでも公開されている事業者もある。
2020年4月の民法改正に伴って鉄道営業法も改正され、定型約款の「表示」の義務は「公表」で足ることとされた。これによって、ウェブサイトに掲載する事業者が増えたほか、JRの旅客営業規則についても、規則の対象となる区間などを「別に定める」としていた内容を本文に組み込むなどの変化があった。